# Edgar Lee Masters
Pour les articles homonymes, voir Lee et Masters.
Edgar Lee Masters (Garnett, Kansas, 23 août 1868 - Melrose Park, Pennsylvanie, 5 mars 1950) est un écrivain, poète, dramaturge et biographe américain.
Il est l'auteur de Spoon River, The New Star Chamber and Other Essays, Songs and Satires, The Great Valley, The Spleen ou encore Illinois Poems. En tout, Masters a publié douze pièces de théâtre, vingt-et-un recueils de poésie, six romans et six biographies, dont celles d'Abraham Lincoln, Mark Twain, Vachel Lindsay et Walt Whitman.

## Œuvres
- Spoon River, traduit de l'américain par Michel Pétris et Kenneth White, Champ libre, Paris, 1976  (ISBN 2-85184-060-6) ; réédité sous le titre Des voix sous les pierres, traduit par Patrick Reumaux, Phébus, Paris, 2000 puis sous le titre Spoon River : Catalogue des chansons de la rivière, traduit par le Général Instin, Othello, 2016. Nouvelle traduction de l'américain par Gaëlle Merle sous le titre de Spoon River, Allia, 2016. Réédition Les Belles Lettres, coll. "Poésie magique", Paris, 296 p., 2021  (ISBN 978-2251452159).